# San Andrés de la Ribera (Elciego)
San Andrés de la Ribera es un despoblado que actualmente forma parte del municipio de Elciego, en la provincia de Álava, País Vasco (España).

## Historia
Estaba situado entre la ermita de San Vicente y el río Ebro y se despobló cuando sus habitantes pasaron a Elciego.